# Raouf Abdullayev
Pour les articles homonymes, voir Abdullayev.
Rauf Abdullayev (musicien) (en azéri: Rauf Canbaxış oğlu Abdullayev; né le 29 octobre 1937 à Bakou) est un chef d'orchestre azerbaïdjanais et soviétique, Artiste du peuple de la RSS d'Azerbaïdjan.

## Œuvre
Pendant près de vingt ans, de 1966 à 1984, il dirigeait le Théâtre national d'opéra et de ballet d'Azerbaïdjan M.F. Akhundov, et depuis 1984, il est le chef d'orchestre de l'Orchestre symphonique d’État d’Azerbaïdjan Uz. Hadjibeyov. Pendant la période de 1965 à 1984, un nombre d’œuvres classiques sont mis en scène avec sa participation :
- U.Hadjibeyli: Keroghlu
- M.Magomayev: Chah Ismayil
- Ch. Akhundova: La falaise de la mariée
- M.Guliyev: Les étoiles trompées
- Dj.Djahanguirov: Le destin du chanteur de mugham
- A.Borodin: Prince Igor
- Dj.Verdi: Traviata et Otello
- Dj.Puccuni: Bohema  et Tosca
- Kara Karayev: Sept merveilles  et  Par le sentier d’orage

A.Alizade: Babek
Il fait connaître aux spectateurs les requiems de Mozart, Verdi, Brahms (2003, 2005, 2006) et les Symphonies no 1, 5, et 10  de G. Mahler (2006).
Parallèlement, depuis 1979, R. Abdullayev est le chef de l'Orchestre de Chambre du Studio d'Opéra du Conservatoire d'Azerbaïdjan, créé à l'initiative de Gara Garayev. 

## Activité en Turquie
En 1991-1997, le maestro occupait le poste de chef d'orchestre en Turquie (1991-1994), en 1994-1997 il était le chef d'orchestre du Théâtre d'opéra et de ballet d'Ankara.

## Retour à Bakou
De retour à Bakou depuis 1998, il dirige à nouveau l'Orchestre symphonique d'Azerbaïdjan. 
En 1986, avec les compositeurs F. Garayev et O. Felzer, il est l'un des fondateurs du festival international de musique contemporaine du nom de Gara Garayev tenu à Bakou à ce jour.

## Récompenses
- Artiste émérite de la RSS d'Azerbaïdjan" (21 mai 1970)
- Prix de Komsomol de Lénine de la RSS d'Azerbaïdjan (1976)
- Décret honoraire du Soviet suprême de la RSS d'Azerbaïdjan (24 février 1979)
- Artiste du peuple de la RSS d'Azerbaïdjan (1er décembre 1982)
- Prix d'État de la RSS d'Azerbaïdjan (26 avril 1988) - pour les programmes de concerts en 1985-1987
- Ordre d'amitié des peuples
- Ordre Chokhrat (6 décembre 1997)
- Ordre Chohrat (22 octobre 2012)
- Ordre d'Indépendance (28 octobre 2017)
- Prix international "Golden Plane" (10 mai 2018)[4]